# Тумбас, Иоаннис
Иоаннис Тумбас (греч. Ιωάννης Τούμπας; 24 февраля 1901, Миконос — 7 мая 1995, Афины) — греческий морской офицер, в годы Второй мировой войны командовавший эскадренным миноносцем «Адриас»; впоследствии адмирал, министр многих греческих правительственных кабинетов 1960-х годов, писатель, член Афинской академии (1979).

## Морская карьера

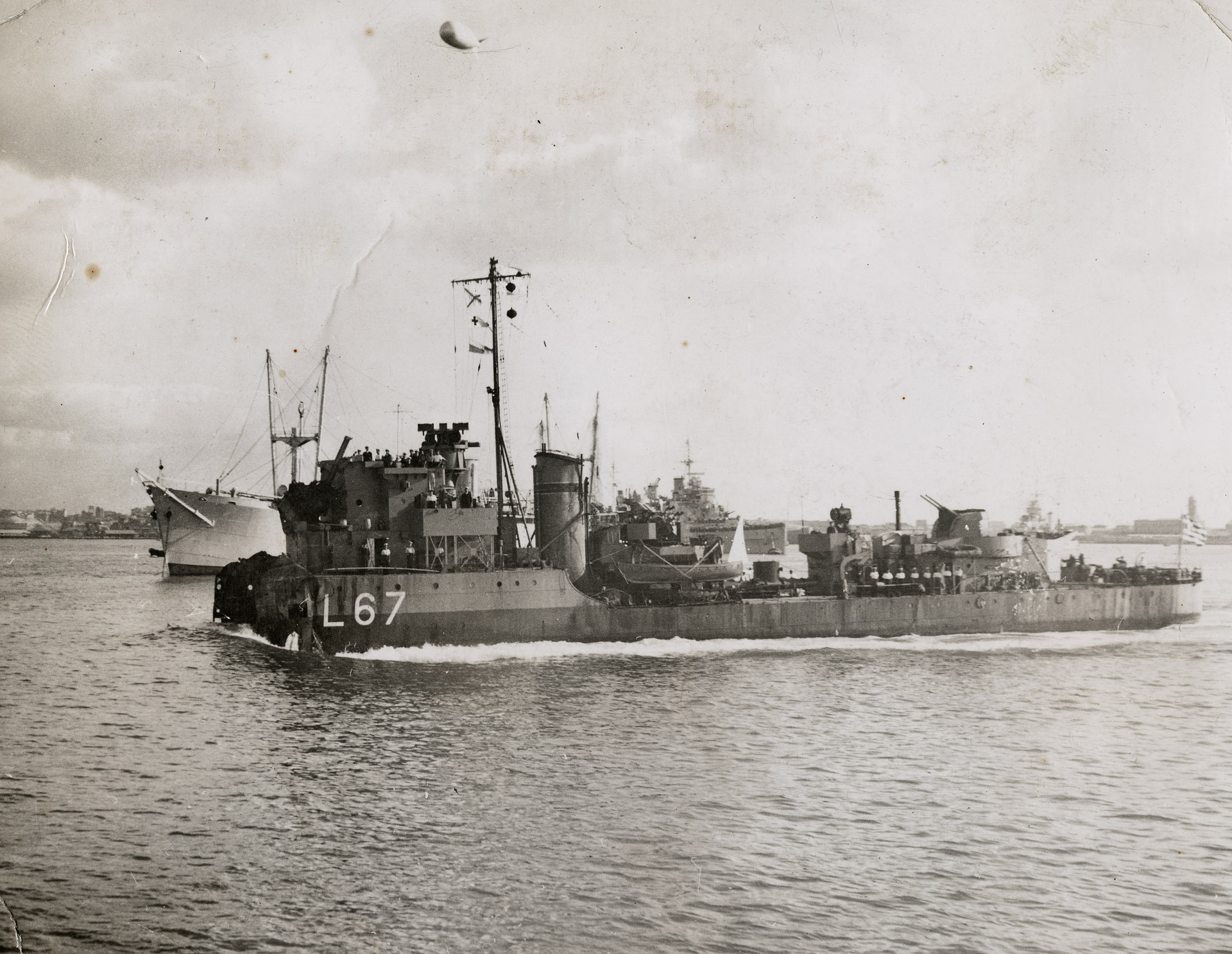
Эсминец «Адриас» возвращается в Александрию

Иоаннис Тумбас родился в 1901 году на острове Миконос. В 1921 году окончил греческую Военно-морскую академию. В 1935 году Тумбас был уволен из флота после участия в неудачном перевороте Венизелоса, однако в октябре 1940 года был снова призван после начала войны с Италией. До начала немецкого вторжения в апреле 1941 года командовал морской крепостью Карабурун (Фессалоники), после чего перебрался на Ближний Восток и продолжил службу в греческой армии эмиграционного правительства, командуя эсминцем «Аэтос» в 1941—1942 годах.
20 июля 1942 года в городе Ньюкасл-апон-Тайн (Англия) Тумбас принял командование над эсминцем «Адриас». Командуя этим кораблём, Тумбас эскортировал конвои в Средиземном море, потопив 2 немецкие подлодки. Адриас также принял участие в высадке союзных войск в Сицилии (Сицилийская операция) и 10 сентября 1943 года представлял Грецию при сдаче ВМФ Италии.
Звёздный час Тумбаса наступил 22 октября 1943 года, когда во время морской операции в районе архипелага Додеканес «Адриас» налетел на мину и потерял носовую часть. Экипаж наскоро залатал корабль, после чего Тумбас повёл его в Египет и прибыл в Александрию 6 декабря. В апреле 1944 года Тумбас во главе отряда своих моряков принял участие в подавлении про-левого и антимонархического восстания на греческом флоте, вспыхнувшего в Александрии.
После освобождения Греции в октябре 1944 года Тумбас служил начальником штаба Флота и командующим группой эсминцев, пока не принял командование над военно-морской базой на острове Саламина в 1945 году. В 1946 году с началом гражданской войны в Греции Тумбас был назначен командующим прибрежных сил. В 1947 году был послан в Вашингтон в качестве военно-морского атташе. В 1950 году повышен в звании до контр-адмирала и принял сначала пост командующего Эгейского моря, а в период 1952—1953 годов — командующего флотом. Вышел в отставку в 1953 году в звании вице-адмирала.

## Политическая карьера
Тумбас был вовлечён в политику в 1955 году сначала с Либерально—демократическим союзом Софокла Венизелоса, а затем с Либеральной партией и Союзом центра Георгия Папандреу, став его тесным сотрудником. Тумбас был депутатом греческого парламента с 1956 по 1964 год. Тумбас стал министром без портфеля зимой 1963 года в первом кабинете Папандреу и министром внутренних дел во втором кабинете, с февраля 1964 года по январь 1965 года, когда подал в отставку.
Как честный, но политически скорее всего наивный и глубоко консервативный человек, Тумбас присоединился ко всем трём правительствам, назначенным королевским двором во время кризиса 1965 года (королевский переворот). Он стал министром внутренних дел и общественного порядка в правительстве Георгия Афанасиадиса-Новаса, а также министром строительства в кабинете Илиаса Циримокоса. Этот портфель он сохранил и в кабинете Стефаноса Стефанопулоса, до того как он возглавил министерства промышленности и Северной Греции, а затем министерство иностранных дел в 1966 году. Тумбас оставался политически не активным во время диктатуры военной хунты 1967—1974 годов. После восстановления демократии Тумбас примкнул к правой партии Новая демократия, с которой он был избран депутатом парламента на выборах 1974 года. В 1979 году Тумбас был принят в Афинскую академию и в 1991 году был её президентом.
Иоаннис Тумбас умер 7 мая 1995 года в Афинах.

## Работы
- Неприятель в виду — Εχθρός εν όψει, Афины 1954. Приз Афинской академии.
- Из дневника министра — Аπό το ημερολόγιο ενός υπουργού, Афины 1986.